# Відмовник за ідейними міркуваннями
Відмовник за ідейними міркуваннями (англ. conscientious objector; також відмовник з ідейних міркувань/переконань, або відмовник з мотивів совісті/сумління, відмовник через сумління, сумлінний відмовник, або (свідомий) відмовник від військової служби (з міркувань совісті)) — це людина, що слухається свого релігійно, морально чи етично натренованого сумління і відмовляється від військової служби або будь-якої підтримки військових сил та участі в армії.
Деякі відмовники погоджуються на нестройову службу в армії, тоді як інші повністю відмовляються від будь-якої форми військової служби (повний відмовник).
Поняття відмовника не є тотожним поняттям пацифіст та антимілітарист.
Право людини на сумлінну відмову від військової служби (англ. conscientious objection to military service) гарантоване статтею 18 Загальної декларації прав людини, статтею 9 Європейської конвенції з прав людини, статтею 18 Міжнародного пакту про громадянські і політичні права, а також статтями 9, 22, 35 Конституції України, Законом України «Про альтернативну (невійськову) службу».

## Опис поняття
Будь-яка держава має повноваження змушувати підданих іти на війну. А проте, багато молодих людей мають серйозні сумніви щодо правильності рішення брати участь у війні. Це означає, що такі люди можуть стати відмовниками за ідейними міркуваннями. Вони можуть і не знати, що існує таке поняття, як відмова від війни за ідейними міркуваннями.
Часто переконання відмовників від війни добре обґрунтовані і базуються на дослідженнях та глибокому знанні. Інколи переконання є простими та без особливих тлумачень. Багато хто з них набув своїх переконань у результаті релігійної приналежності, тоді як дехто дійшов до цього сам.
Визначення та статус відмовників за ідейними міркуваннями інтерпретується по-різному, залежно від часу в історії та державного устрою. Існує думка, що всі вони мають право триматися свого переконання противитись війні і це право слід визнавати. Такі люди і є відмовниками за ідейними міркуваннями, хоч би як це пояснювали їхні держави.
У Британії під час Першої світової війни жінки часто давали чоловікам без військової форми біле перо як пропагандистский символ звинувачення у боягузтві і знак соціального осуду, щоб публічно присоромити їх вступити до лав армії. 
Протягом історії було страчено, ув'язнено та піддано іншим санкціям чимало відмовників за ідейними міркуваннями, коли їхні переконання вели до дій, що суперечили законам їхніх держав та урядовим вказівкам.
Серед відомих відмовників: Мухаммед Алі, Девід Гокні, Дезмонд Томас Дос, Лью Ейрс, Франц Єгерштеттер, Колін Піттиндріг, Фредерік Сенгер та інші.

### Історія виникнення
Це поняття у Західному суспільстві існує ще з початку християнської доби. Для ранніх християн у Римській імперії уникати військової служби не було проблем оскільки римські легіони та інші збройні сили здебільшого складалися з добровольців. Але з бігом часу після того, як загальновизнане християнство стало державною релігію імперії, дедалі частіше почали з'являтися відмовники за ідейними міркуваннями. Такий рух ставав очевидним у час воєн. В XI сторіччі з початком ведення хрестових походів, відмовниками ставали одиниці. Згодом відмова за ідейними міркуваннями розвинулась у доктрину в менонітів (XVI сторіччя), у Товариства друзів, або квакерів (XVII сторіччя) та інших. Однак питання відмови від армії особливо гостро стояло протягом Першої та Другої світових воєн, коли воюючі уряди вельми потребували людської сили.
У 1979 році в Брюсселі була заснована міжнародна неурядова організація Європейське бюро сумлінної відмови, метою якої є сприяння колективним кампаніям за звільнення ув'язнених осіб, які відмовляються від військової служби, та лобіювання європейських урядів та інституцій щодо повного визнання права на відмову від військової служби з переконань сумління.
Європейський суд з прав людини вперше визнав право на відмову за переконаннями у 2011 році у справі «Баятян проти Вірменії».
Щороку 15 травня відзначається Міжнародний день відмовника від військової служби за переконаннями совісті (International Conscientious Objectors' Day).

### Релігійна мотивація

#### Серед християн
Релігійні причини відмови від війська різняться. Члени деяких протестантських церков є пацифістами з доктринального погляду. Свідки Єгови, хоч і не пацифісти у прямому значенні цього слова, уникають служби у збройних силах на основі свого переконання, що християни повинні залишатися нейтральними у світських конфліктах. Ще інші посилаються на Римлян 12:19, де сказано: «Не мстіться самі, улюблені, але дайте місце гніву Божому, бо написано: Мені помста належить, Я відплачу, говорить Господь».
Одна з десяти заповідей звучить: «Не вбивай». Забороняє убивство людини за будь-яких обставин, а отже і участь у війнах, які є по суті вбивством людей.

## Альтернативи

### В Україні
Альтернативна служба є службою, яка запроваджується замість проходження строкової військової служби і має на меті виконання обов'язку перед суспільством.
Право на проходження альтернативної (невійськової) служби мають громадяни України, якщо виконання військового обов'язку суперечить їхнім релігійним переконанням і якщо вони належать до діючих відповідно українського законодавства релігійних організацій, віровчення яких не дозволяє користування зброєю.
Перелік таких релігійних організацій затверджено Кабінетом Міністрів України. Цим правом користуються громадяни, які належать до зазначених релігійних організацій, що діють як із зареєстрованим статутом, так і без його реєстрації:
- Адвентисти-реформісти
- Адвентисти сьомого дня
- Євангельські християни
- Свідки Єгови
- Покутники
- Харизматичні християнські церкви (та церкви, прирівняні до них згідно із зареєстрованими статутами)
- Християни віри євангельської (та церкви, прирівняні до них згідно із зареєстрованими статутами)
- Християни євангельської віри
- Товариство Свідомості Крішни[10]

#### Дебати
Відповідно до Звіту 2005 року Квакерської ради у європейських справах, закон 1999 року про альтернативну (невійськову) службу вимагає перегляду, оскільки він прямо обмежує право на відмову від військової служби релігійними переконаннями; ті, хто відмовляються служити з інших міркувань, не мають можливості проходження невійськової служби.
Підкомісія із запобігання дискримінації та захисту меншин ООН визначила, що під совістю (сумлінням) потрібно розуміти щирі моральні переконання, що можуть ґрунтуватися на релігійних або гуманістичних ідеях, які підтримують різні джерела, такі як Статут ООН, декларації та резолюції ООН, декларації релігійних або світських неурядових організацій.
У 2001 році Комітет з прав людини ООН закликав уряд України «розширити в законі підстави для відмови від військової служби для поширення їх, без дискримінації, на всі релігійні вірування та інші переконання, і щоб будь-яка альтернативна служба для відмовників за ідейними міркуваннями здійснювалась без дискримінації». Проте, відсутня інформація про те, що органи влади України розглядають питання розширення леґітимних підстав для відмови від військової служби. Відповідно, ті, хто відмовляються від проходження військової служби не за релігійними переконаннями, можуть уникнути служби лише шляхом підкупу військових посадовців або ухилитись від призову.
Пунктом 16 частини першої статті 8 Закону України «Про правовий режим воєнного стану» допускається обмежувати проходження альтернативної (невійськової) служби на період дії воєнного стану. Проте Указами президента «Про введення воєнного стану в Україні» стаття 35 Конституції, яка забезпечує альтернативну службу, не обмежується. Водночас порядок проходження альтернативної служби не визначений в законі «Про мобілізаційну підготовку та мобілізацію».
За вказаних обставин суди ухвалюють діаметрально протилежні рішення.

## Приклади відмовників
Свідки Єгови страчувалися за те, що відмовлялися йти в радянську армію. У радянських в'язницях такі відмовники мали дуже мало шансів вижити, оскільки в післявоєнний період голодували навіть ті, хто був на волі. У 1944 році семеро Свідків з одного буковинського збору відмовились іти воювати, і за це всі вони отримали від трьох до чотирьох років ув'язнення. Четверо з них загинули голодною смертю у в'язниці. Того ж року п'ятеро Свідків із сусіднього збору були засуджені на десять років ув'язнення в сибірських таборах. Лише один з них повернувся додому живим, інші померли в Сибіру.

### Відмовники Другої світової війни
«Ми все ще знаємо дуже мало про долю відмовників за ідейними міркуваннями під час Другої світової війни. У наш час[коли?] відомо лише наступне: серед лютеран Германн Штер та Мартін Ґауґер безкомпромісно відмовились від військової служби…
Можна згадали семеро імен католиків… Німецькі меноніти, як правило пацифісти, вирішили не вдаватися до „принципу неспротиву“ під час Третього Рейху, керуючись рішенням зібрання старійшин та служителів 10 січня 1938 року. Відомі два квакери у Німеччині, що відмовились від служби в армії… Сім членів адвентистів сьомого дня, котрі відмовились прийняти клятву вірності, відомі поіменно… і їх було страчено.
Серед Свідків Єгови (Дослідників Біблії) також налічується велика кількість жертв. У 1939 році до цієї релігійної організації на території „великого німецького рейху“ належало близько 20000 чоловік. Вважається, що лише в самій Німеччині близько 6000 чи 7000 Свідків Єгови відмовились від виконання військових обов'язків під час Другої світової війни. З огляду на це гестапо та СС звертали особливу увагу на цю групу».

### Цитати
- Я був мусульманином… Я нікого не ненавидів. Я не проповідував ненасильство, але я не зумів зробити цей крок до армії (Мухаммад Алі, американський боксер).
- Я був палаючим католицьким відмовником за ідейними міркуваннями і зробив цю відчайдушну заяву, кажучи про це державі та президенту, і після чого мене посадили чекати вироку у бичаче стійло поруч з темношкірим хлопчиною зі скрутками марихуани у волоссі (Роберт Ловелл[en]), американський поет)[20].

## Полеміка

### Слабохарактерність чи героїзм?
Часто опоненти вважають, що, оскільки, відмовники не беруть у руки зброю з метою практичного дотримання своїх ідей, то це слабохарактерні люди, нездатні захистити самих себе. А втім, таке розуміння не зовсім віддзеркалює реальність. Відмовники за ідейними міркуваннями здебільшого, є людьми твердого характеру з сильною волею і стійкими переконаннями. Вони не хочуть, аби держава змушувала їх йти проти власної совісті.
Чудовим прикладом цього може бути американський боксер Мухаммад Алі. Наприкінці 60-х років минулого сторіччя його позбавили звання чемпіона у важкій категорії через спротив війні у В'єтнамі (1959—1975) та оголошення себе відмовником за ідейними міркуваннями.
Іншим прикладом може стати лауреат нобелівської премії миру 1946 року Емілі Болч, соціальний реформатор, економіст і пацифіст. Під час Першої світової війни Балч взяла відпустку, аби зайнятись пацифізмом. Вона вдалась до захисту прав відмовників за ідейними міркуваннями та антивоєнних демонстрацій. У 1915 році була делегатом Міжнародного конгресу жінок в Гаазі (Нідерланди). Після повернення до Бостона вона продовжувала компанії протесту проти вступу США у війни. У результаті її активізму за мир у 1918 році їй відмовили у викладацькій праці.
В обох вищенаведених випадках такі люди мали активне суспільне життя та вели далеко не пасивну боротьбу. Вони захищали себе і свої переконання. За деякими даними вважається, що під час Другої світової війни загинуло близько 63 мільйони людей, що становило приблизно 3 % населення світу. На той час нараховувалось близько 37000 відмовників за ідейними міркуваннями. Існує думка, що набагато більше мільйонів життів було б забрано війною, якби задіялись у війну всі ці додаткові 37000. Багато хто з них загинули через те, що міцно трималися своїх переконань на благо інших. Існує думка, що це герої, яких слід вшанувати. Прихильники такої думки звертають увагу на те, що, може, дехто з читачів цієї статті живе лише тому, що його дід не був убитий зброєю, яку міг узяти в руки один із відмовників того часу.

### Гіпотетичні ситуації
Як правило, під час слухання відповідних комісій, що визначають статус відмовника за ідейними міркуваннями, ставляться гіпотетичні ситуації. Для прикладу можна навести деякі з них:
- Якщо б відмовник зазнав корабельної аварії і боровся за виживання, тримаючися за колоду, то як би він вчинив, коли б інша людина підпливла до цієї колоди для того, аби врятувати своє життя? Якщо відмовник не допустив би людину до колоди заради свого життя, то, згідно з комісією, такий відмовник може служити у війську. А якщо він готовий віддати своє життя заради порятунку тієї особи, то, отже, він є відмовником за ідейними міркуваннями.
- Як відмовник повівся б, коли на нього, на його друзів чи на його сім'ю напали б вороги? Чи він готовий захищати себе та їх і навіть убити заради самозахисту?
- Чому відмовник має посвідчення водія, адже водіння автомобіля несе в собі ризик нещасного випадку та ймовірності вбивства людини?

З другого боку, деякі відмовники наводять протилежного характеру гіпотетичні ситуації. Ось деякі з них:
- У Великій Британії під час Першої світової війни один відмовник запитав у військового трибуналу, чи всі, хто засідає, є християнами. Коли почув схвальну відповідь, то відповів, ставлячи наступне запитання, чи вони можуть уявити собі Ісуса Христа в хакі, воюючим проти якоїсь країни. Після чого цього відмовника звільнили від притягнення у військо.
- Якщо б усі стали відмовниками, то не було б від кого захищатися.

У багатьох країнах питання щодо правомірності використовування гіпотетичних ситуацій ставиться під сумнів, оскільки такі ситуації не стосуються даного конфлікту сумління відмовника, а можливих майбутніх вчинків, котрі практично ніколи не відбудуться.